# Arga de Baixo
Arga de Baixo é uma povoação portuguesa do Município de Caminha que foi sede da extinta Freguesia de Arga de Baixo, freguesia que tinha 10,95 km² de área e 74 habitantes (2011), e, por isso, uma densidade populacional de 6,8 hab/km².
A Freguesia de Arga de Baixo foi extinta em 2013, no âmbito de uma reforma administrativa nacional, tendo sido agregada às freguesias de Arga de Cima e Arga de São João, para formar uma nova freguesia denominada União das Freguesias de Arga (Baixo, Cima e São João) da qual é a sede.
Situa-se aqui o Centro de Interpretação da Serra de Arga, numa antiga casa da guarda florestal.

## População
Nos anos de 1911 a 1930 tinha anexada a freguesia de Arga de Cima 
| Nº de habitantes residentes | Nº de habitantes residentes | Nº de habitantes residentes | Nº de habitantes residentes | Nº de habitantes residentes | Nº de habitantes residentes | Nº de habitantes residentes | Nº de habitantes residentes | Nº de habitantes residentes | Nº de habitantes residentes | Nº de habitantes residentes | Nº de habitantes residentes | Nº de habitantes residentes | Nº de habitantes residentes | Nº de habitantes residentes |
| --------------------------- | --------------------------- | --------------------------- | --------------------------- | --------------------------- | --------------------------- | --------------------------- | --------------------------- | --------------------------- | --------------------------- | --------------------------- | --------------------------- | --------------------------- | --------------------------- | --------------------------- |
| 1864                        | 1878                        | 1890                        | 1900                        | 1911                        | 1920                        | 1930                        | 1940                        | 1950                        | 1960                        | 1970                        | 1981                        | 1991                        | 2001                        | 2011                        |
| 243                         | 229                         | 226                         | 238                         | 458                         | 405                         | 380                         | 243                         | 229                         | 259                         | 244                         | 191                         | 153                         | 99                          | 74                          |

| Ano  | 0-14 Anos | 15-24 Anos | 25-64 Anos | > 65 Anos |
| 2001 | 10        | 3          | 39         | 47        |
| 2011 | 2         | 6          | 26         | 40        |

.

## Património
- Mosteiro de São João de Arga ou Santuário de São João de Arga, cuja festa anual se realiza nos dias 28 e 29 de Agosto, sem direito a feriado local nessas datas. Não tem sido considerada como uma festa da freguesia, devido ao património ser considerado como da freguesia de Arga de São João